# Onthophagus tschoffeni
Onthophagus tschoffeni là một loài bọ cánh cứng trong họ Bọ hung (Scarabaeidae).